# Gregorio Vásquez de Arce y Ceballos
Gregorio Vásquez Arce y Ceballos, également connu sous le nom de Gregorio Vásquez de Arce (9 mai 1638 - 6 août 1711), est le peintre le plus important de la période coloniale espagnole en Colombie. Il peint à une époque dominée par le style baroque hispano-américain qui a connu son plus grand éclat entre 1650 et 1750.
Vazquez est reconnu comme le plus grand peintre de la Colombie. La plupart de ses peintures sont de nature religieuse, avec des sujets tels que la vie du Christ et de la Vierge, la vie des Saints et des scènes du Nouveau Testament.
Il est né le 9 mai 1638, à Bogota en Colombie. Il a grandi dans cette ville, au sein de la société créole qui s'était créée en 1630. Il est issu d'une famille d'ascendance andalouse, originaire de Séville, en Espagne, et qui avait émigré en Amérique du Sud au XVIe siècle.
La région où il a grandi avait une culture vivante et artistique qui a grandement influencé le jeune artiste en lui fournissant un environnement favorable.
Le musée d'art colonial de Bogota conserve 76 de ses peintures et 106 de ses dessins.

## Études
Il fait ses études au Séminaire San Bartolomé, chez les jésuites, puis au Collège Gaspar Núñez chez les dominicains. Il reçoit ses premières leçons de peinture à l'atelier des Figueroa, mais en est expulsé  en 1658 à cause de la jalousie de son maître.
Il se marie avec doña Jerónima Bernal et a un fils qu'il prénomme Bartolomé Luis. En 1701, il est arrêté et condamné à la prison pour son implication dans l'enlèvement de doña María Teresa de Orgaz, la maîtresse d'un magistrat de la Cour de Justice royale, don Bernardino Ángel de Isunza y Eguiluz, qu'on avait enfermée au couvent de Santa Clara, par ordonnance de archevêque de Santa Fe. À sa sortie de prison, il se voit réduit à une misère noire.
En 1710, il devient définitivement fou et ne pourra plus peindre. Il décède en 1711 à Santa Fe de Bogotá, à 73 ans.
Sur sa maison natale, en 1863, une plaque commémorative est apposée où l'on peut lire : « Dans cette maison vécut et mourut Gregorio Vásquez Ceballos. Bogotá, sa patrie, a l'honneur de lui rendre cet hommage. 23 avril 1863 ».

## Œuvres
1660 - 1700

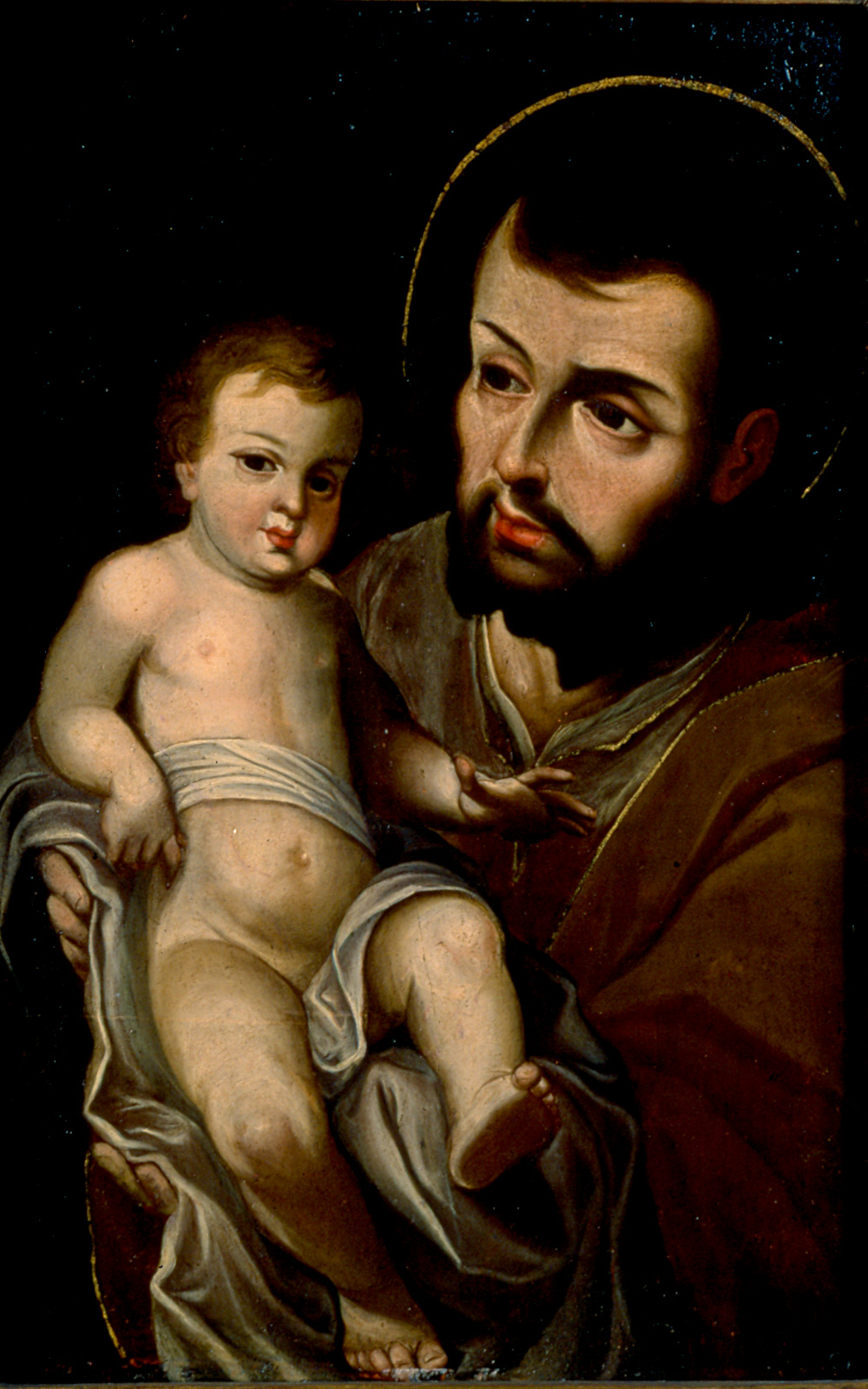

- Les évangélistes, chapelle du Tabernacle à Bogotá
- La Cène, chapelle du Tabernacle à Bogotá
- Scènes bibliques, chapelle du Tabernacle à Bogotá
- Mariage mystique de sainte Catherine, chapelle du Tabernacle à Bogotá

1669
- La vision de saint Antoine
- Vierge et l'Enfant avec sainte Anne
- Vierge modeste

1670
- Notre-Dame des Anges
- Le Purgatoire, église de Funza

1671
- Inauguration de saint Ildefonse

1672
- Repos pendant la fuite en Égypte.

1673
- Le Jugement dernier, église de Saint-François
- Notre-Dame-des-Anges, église paroissiale de Bosa

1675
- Portrait du Père Centurion, musée d'art colonial de Bogota.

1680
- La vie et les miracles de saint Dominique de Guzmán

1683
- Femmes de l'Apocalypse

1685
- Autoportrait
- Conception

1686
- Saint Ignace de Loyola, tenant dans une main un drapeau rouge et dans l'autre, la règle de la Compagnie de Jésus.

1688
- La mort de saint François Xavier, musée d'art colonial de Bogotá

1690
- L'apparition de la Vierge du Pilier, Saint-James
- Vocation de saint François Borgia

1692
- Les photos de la Sainte Famille, une copie de Murillo.

1693
- Notre-Dame des Anges (copie de Guido Reni)
- Saint François recevant les stigmates.

1696
- Coffret avec cinq tableaux: Pietà, saint Joseph et l'Enfant, santa Filomena, saint François de Paule et saint Christophe.

1697
- L'Immaculée Conception, musée d'art colonial de Bogotá
- Jésus crucifié, la table a été prise à Paris par le baron Goury de Rosland puis transmis par son fils au musée des Colonies à Bogotá
- Madeleine pénitente
- Flagellation
- Le Couronnement de la Vierge par la Trinité, musée Colonial de Bogotá

1698
- Calvaire, église Saint-Ignace
- Prédication de saint François Xavier, église Saint-Ignace
- Donation des Images au Supérieur des Augustins
- Portrait de Don Enrique de Caldas Barbosa, collège Notre-Dame du Rosaire

1699
- Madone avec saint Joachim et sainte Anne

1701
- 42 tableaux pour la chapelle du Tabernacle à Bogotá.
- Saint Liborio, musée Colonial de Bogotá
- Vierge de la Conception

1704
- Saint Victorino
- Enfant Jésus

1710
- Saint Augustin, musée des Colonies à Bogotá